# آتشکده هارپاک
آتشکده هارپاک یا آتشکده ابیانه، آتشکده‌ای است که کهن‌ترین اثر تاریخی در ابیانه به‌شمار می‌رود. آتشکده ابیانه را نمونه‌ای از معابد زردشتی دانسته‌اند که در جوامع کوهستانی ساخته می‌شد.
این آتشکده که به شکل چهارتاقی ساخته شده‌است در محله میان ده در مسیر اصلی (راشتا) جای گرفته‌است. محله‌ای که آتشکده در آن جای دارد «برآزه» به معنای «برآذرگاه» خوانده می‌شود.

## معماری

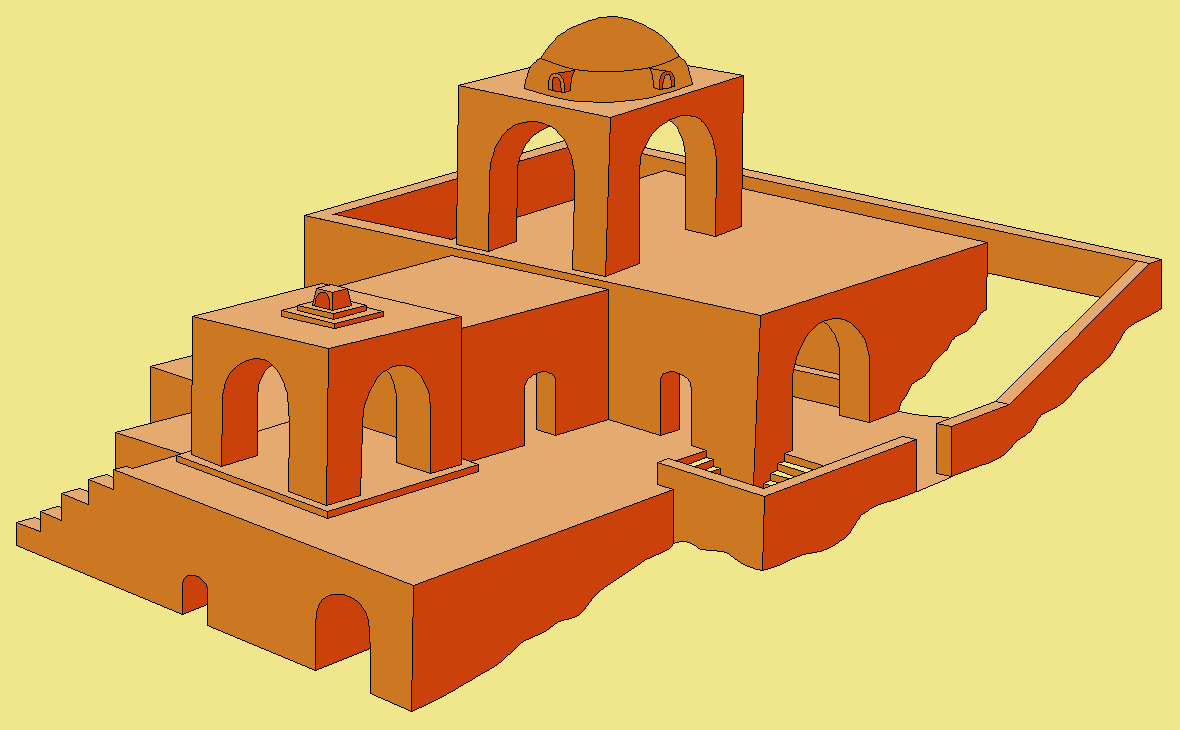
طرح بازسازی شده آتشکده ابیانه

آتشکده هارپاک در سابات یکی از گذرگاه‌های سرپوشیده قرار دارد. این بنا دارای سه طبقه و چهار طاقی است و از مصالح به کار رفته در آن سنگ لاشه و گچ هستند. این بنا از هر سو دیده می‌شود. در مسیر کوچه اصلی ابیانه که از دروازه بالا تا دروازه پایین کشیده شده‌است. این بنا مانند دیگر بناهای ابیانه روی شیبی پست و بلند واقع شده‌است. هنوز یک تالار کوچک از آخرین طبقهٔ این بنا باقی مانده‌است. این آتشکده دارای طبقه مخصوص آداب مذهبی یک سرسرا که از سه جزء گنبدوار تشکیل شده و چند قسمت دیگر تشکیل شده‌است. در میانه آتشکده آتشی روشن بوده که مسیر کاروان را روشن می‌کرده و مورد احترام بوده‌است. آتش آتشکده را با زغال سنگ روشن می‌کردند. درحال حاضر زغال سنگ به وفور در حوالی روستای ابیانه یافت می‌شود. این آتشکده را جواهر کوتاهی ابیانه که سال به سال به ایشان به ارث رسیده بود به سازمان میراث فرهنگی واگذار کرد تا در امان باشد.

## نامگذاری
در گویش ابیانه هِر به معنی زیر و پَک به معنی پله است. اما به باور برخی این نام به هارپاک از چهره‌های بزرگ و برتر در تاریخ هخامنشی و ماد، مربوط می‌شود. میرزا محمد خانقاهی از اهالی ابیانه عنوان می‌کند که هارپاک که آتشکده به نام او است، وزیر آژدهاک آخرین پادشاه سلسله مادها بوده‌است.

## نگارخانه

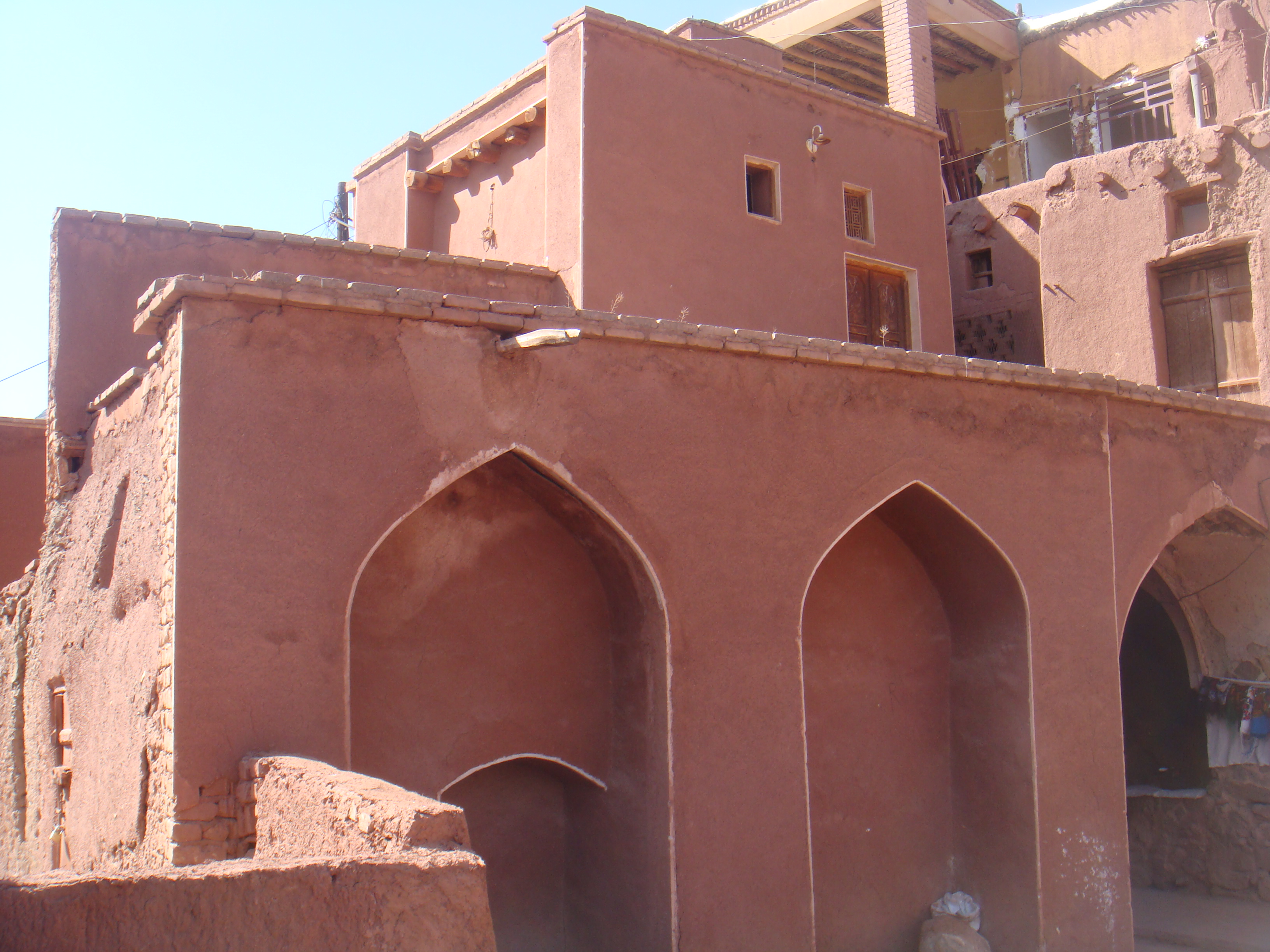
دیواره آتشکده
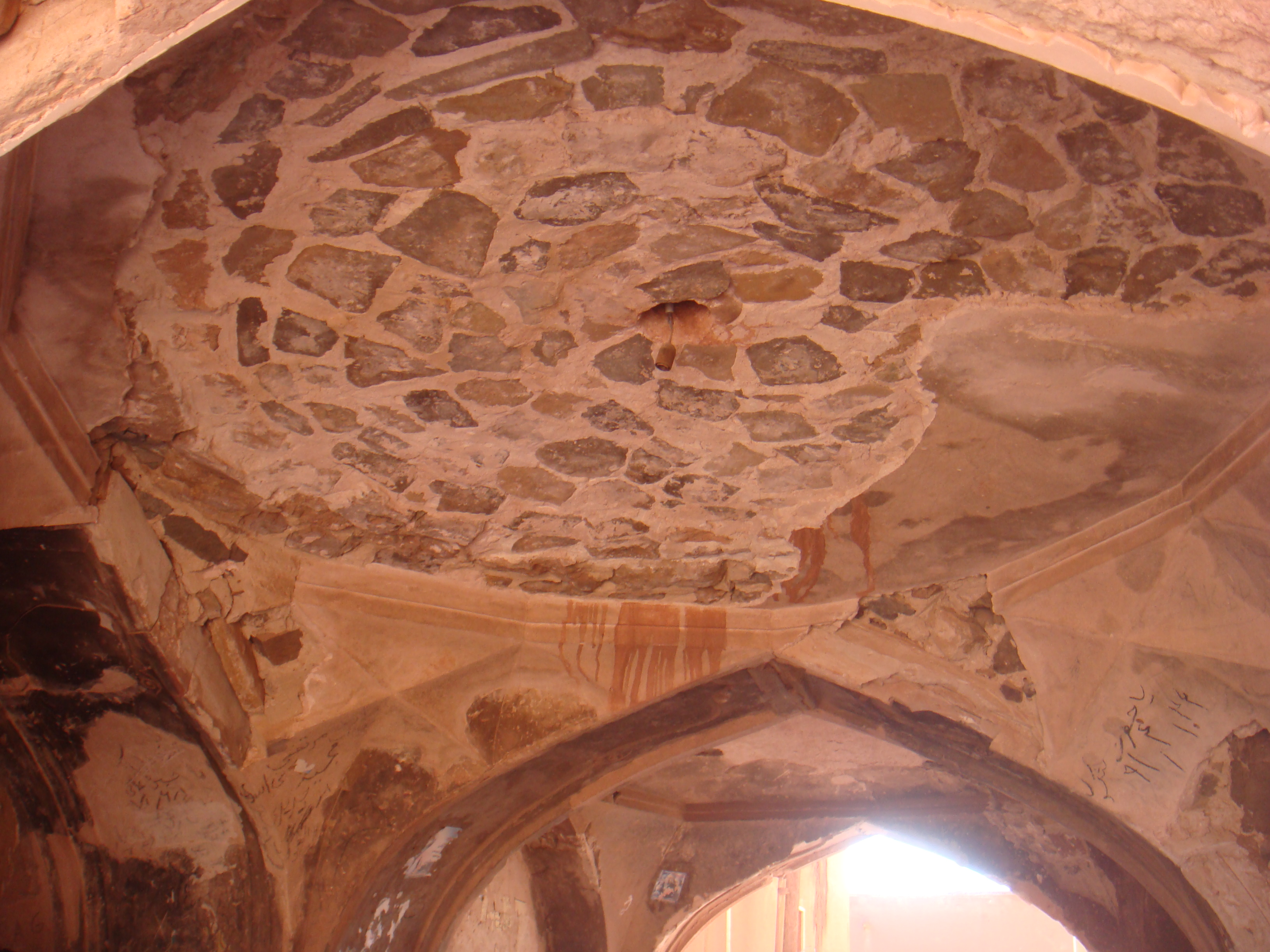
گنبد چهارطاقی آتشکده